# Fargesia mairei
Fargesia mairei là một loài thực vật có hoa trong họ Hòa thảo. Loài này được (Hack. ex Hand.-Mazz.) T.P.Yi mô tả khoa học đầu tiên năm 1988.